# ジンバブエ国防軍
ジンバブエ国防軍（Zimbabwe_Defence_Forces, ZDF）は、国軍（ZNA）と空軍（AFZ）で構成されているジンバブエの軍。
ジンバブエは内陸国なので、海軍は存在しない。

## 概要
内陸国として、ジンバブエには海軍がない。ZDFの最高司令官は、フィリップ・バレリオ・シバンダ将軍。
現在の人員は、陸軍で29,000人、空軍で4,000人と推定されている。ローデシアのブッシュ戦争以来、軍隊は多くの作戦で非国家武装勢力の抑圧に主に関与してきた。
2007年、ジンバブエ国軍の推定戦力は29,000人で、ジンバブエ空軍には推定4,000人の兵士が割り当てられた。

## 歴史
ジンバブエの独立当時、当時のロバート・ムガベ首相は、ジンバブエの3つの軍隊を統合することがジンバブエの最優先事項の1つであると宣言した。3つの軍隊の概要は以下の通り。
- ローデシア軍：これまで存在したローデシアの国軍。
- ジンバブエ人民革命軍（英語版）：ジンバブエ・アフリカ人民同盟（英語版） (ZAPU)の武装部門。1979年時点での構成員は20,000名。
- ジンバブエ・アフリカ民族解放軍（英語版）：ジンバブエ・アフリカ民族同盟（英語版） (ZANU)の武装部門。1979年時点での構成員は25,500名。

イギリス軍の支援および訓練チームは、上記の3つの軍事組織の統合（ひいては新しいジンバブエ国防軍の創設）を支援する上で極めて重要な役割を果たし、2000年時点でもまだ存在していた。
ローデシア空軍は、最終的にジンバブエ空軍として再編成された。

### モザンビーク内戦への介入
モザンビーク内戦は、FRELIMO政府と反政府勢力RENAMOの間で発生した。RENAMOは1970年代にローデシアの諜報機関から資金提供を受け、ローデシアに黒人政権が成立してジンバブエとなって以降は、南アフリカ共和国政府 がモザンビークとジンバブエを不安定化させるために資金を提供した。
ジンバブエ国防軍は、ジンバブエの東部都市ムタレとモザンビークの港湾都市ベイラへの戦略的鉄道路線をRENAMOの襲撃から保護するために関与した。これはまた、ローデシア紛争中にモザンビークに拠点を置くジンバブエの反政府勢力の戦闘機を支援したFRELIMO政府への支援と見なされていた。いくつかのRENAMOの部隊は、数回にわたってモザンビークからジンバブエへの越境攻撃を行い、国境沿いの店を奪い、製材工場を焼き払った。
モザンビーク当局者との数回の会合の後、ZDFは、ジンバブエを襲撃した可能性のあるすべてのRENAMO部隊のモザンビークへの「熱い追跡」を実施できることが合意された。この口実で、ZDFはフォローアップ作戦の計画を開始し、モザンビークに深く入り込み、ゴロンゴサの元RENAMO基地の占領に至った。
RENAMOと戦うためにジンバブエ軍を派遣するという決定は、ローデシアとの戦いにおけるZANUに対するFRELIMOの支援にまでさかのぼるモザンビーク政府とのジンバブエの緊密な関係に部分的に影響を受けた。FRELIMOとZANUが科学的社会主義の共通のマルクス主義イデオロギーを共有したという根本的な事実もあった。
南アフリカが支援するRENAMOは、アンゴラのマルクス主義MPLA政府と戦っていたジョナス・サヴィンビのUNITA運動と同様に、反共産主義運動であると公言した（アンゴラ内戦も参照）。したがって、ソビエト連邦からのこれらの政府の支援を受けて、マプト-ハラレ-ルアンダ軸のイデオロギー的同盟があった。